# 13055 Kreppein
13055 Kreppein (1990 TW12) là một tiểu hành tinh vành đai chính được phát hiện ngày 14 tháng 10 năm 1990 bởi L. D. Schmadel và F. Borngen ở Tautenburg.